# Megophtalmidia divergens
Megophtalmidia divergens är en tvåvingeart som beskrevs av Edwards 1932. Megophtalmidia divergens ingår i släktet Megophtalmidia och familjen svampmyggor. Inga underarter finns listade i Catalogue of Life.